# Porcupine Tree
 (janvier 2023).
Pour les articles homonymes, voir Porcupine.
Porcupine Tree est un groupe de rock progressif britannique, originaire de Hemel Hempstead, en Angleterre. Dans un premier temps une expérimentation en solo du guitariste, claviériste, chanteur et compositeur Steven Wilson, le groupe se  composait ensuite de quatre musiciens. Le groupe fut mis en arrêt en 2010 avant de renaître sous la forme d’un trio en 2021. L'album le plus vendu en date est Deadwing, publié en 2005.
Leur musique est un mélange de rock psychédélique, d'ambient, de pop rock et plus récemment de metal progressif. Ayant fortement évolué depuis sa création, elle reflète les multiples influences de son créateur.

## Biographie

### Débuts (1987-1993)

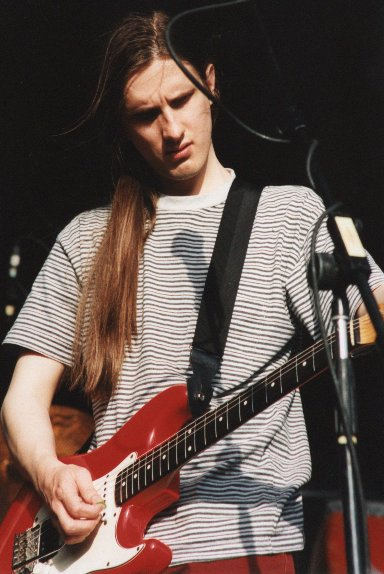
Steven Wilson au Strawberry Fayre à Cambridge en 1997.

Porcupine Tree est formé en 1987 de la collaboration entre Steven Wilson et son ami Malcolm Stocks. Inspirés par les grands musiciens qui occupaient le devant de la scène durant leur jeunesse, comme Pink Floyd, ils décident de créer un groupe fantasque et imaginaire à cette image, Porcupine Tree. Wilson travaille sur de nombreuses compositions afin de « prouver » l'existence du groupe et de lui donner un passé musical. Ensemble ils élaborent l'historique délirant du groupe, imaginant les noms des membres et des albums. Ils vont jusqu'à inventer les événements auxquels aurait participé le groupe, comme un grand concert à un festival de rock des années 1970 ainsi qu'un passé chaotique.
Bien que Porcupine Tree soit formé, à l'origine, comme une farce et que Wilson soit impliqué dans son autre projet, No-Man, en 1989, il commence à considérer certaines musiques comme commercialisables. Il réalise alors une cassette de 80 minutes, Tarquin's Seaweed Farm, sous le nom de groupe Porcupine Tree. Continuant dans l'esprit de son projet, il y inclut un livret de huit pages contenant des informations sur les obscurs membres passés du groupe alias Sir Tarquin Underspoon et Timothy Tadpole-Jones.
Wilson envoie sa maquette à plusieurs personnes susceptibles d'être intéressées par son travail. Le magazine underground anglais Freakbeat est en train de créer son propre label quand il reçoit la cassette. Bien que l'enregistrement reçoive un accueil mitigé, on propose au groupe de contribuer à une compilation de musique psychédélique avec des groupes alternatifs montants. Cette production prend du temps, environ dix-huit mois. Pendant cette période, Porcupine Tree se familiarise avec du nouveau matériel et réalise un deuxième album, The Nostalgia Factory, qui permet d'élargir le nombre de ses fans, tout en poursuivant le canular du groupe de rock légendaire des années 1970. Le label Delerium Records, nouvellement créé, accepte de rééditer les cassettes Tarquin's Seaweed Farm et The Nostalgia Factory. La compilation A Psychedelic Psauna sort, incluant la piste Linton Samuel Dawson de Porcupine Tree. Peu après, Wilson est invité à collaborer avec Delerium en tant que premier artiste du label. Porcupine Tree est incité à publier un double album des deux cassettes, mais Wilson décide finalement de n'y enregistrer que ce qu'il considérait comme le meilleur des deux dans l'album On the Sunday of Life..., qui sort début 1992 — les chansons inédites feront plus tard partie de l'album à édition limitée Yellow Hedgerow Dreamscape.
On the Sunday of Life... est publié en très petite quantité, seulement mille exemplaires. Quelques jours suffisent à mettre l'album en rupture de stock. Les réclamations des fans, appuyées par la presse, réussirent à convaincre, et l'album est réédité. Quelques chansons de cet album sont devenues des classiques du groupe et la chanson Radioactive Toy fait parfois l'objet de rappels du groupe à la fin de ses concerts. En 2000, On the Sunday of Life... est vendu à près de vingt-mille exemplaires. Alors que le succès de Porcupine Tree va grandissant, le principal projet de Wilson, No-Man, reçoit d'excellents commentaires de la presse anglaise (singles de la semaine dans les magazines Melody Maker et Sounds). Cette réussite donne à Wilson les moyens et l'opportunité de se libérer de son travail et de se donner du temps pour la musique. Wilson engage alors une transition, souhaitant donner à la musique du groupe un style plus contemporain et moins connoté seventies. Cette nouvelle ambition se concrétise dans la chanson de trente minutes Voyage 34. Sortie en 1992, la chanson mélange la musique ambient de groupes comme The Orb et Future Sound of London, en y incorporant des éléments rocks ainsi que des solos de guitare. Le single met en scène les différentes étapes d'un voyage sous LSD, et la voix de Timothy Leary accompagne l'écoute. La durée du titre est trop importante pour en faire un succès commercial par le biais des radios, cependant il reçoit de bons échos de la part de la scène musicale underground des années 1990, et atteint le top 20 des singles indépendants.
Voyage 34 est à l'origine composée pour un autre possible double album Up the Downstair. Cependant, à l'approche de sa sortie en 1993, la décision de ne pas y inclure la chanson le réduit à un simple CD. Up the Downstair est salué par la presse, Melody Maker le décrit comme « une pièce maîtresse du psychédélique… l'un des albums de l'année ». Dans cet album, Wilson persévère dans la fusion entre la dance et le rock et fait appel aux deux musiciens Richard Barbieri — ancien membre du groupe Japan — et Colin Edwin, futurs membres permanents du groupe. En novembre 1993, Voyage 34 est réédité et malgré l'inexistence du titre à la radio, il reste six semaines dans les charts indie du magazine NME.

### Formation et succès (1993–1997)
Le groupe ayant acquis une certaine notoriété pour ses albums studio, il doit maintenant pouvoir s'illustrer sur scène avec des membres permanents. C'est pourquoi en décembre 1993 Porcupine Tree devient un véritable groupe avec l'entrée de Colin Edwin à la guitare basse, Chris Maitland à la batterie et Richard Barbieri au clavier. Ces trois artistes avaient déjà collaboré par le passé avec Wilson : Barbieri et Edwin ont participé à l'enregistrement de Up the Downstair et Barbieri et Maitland ont fait partie du groupe No-Man lors d'une tournée.
The Sky Moves Sideways, le troisième album studio du groupe, est publié deux ans plus tard en 1995. C'est donc à partir de cet album que Porcupine Tree est considéré comme un groupe à part entière, et non plus comme un pseudonyme de Steven Wilson. La transition ayant eu lieu pendant la création de l'album, il est pour moitié composé avant la formation du groupe. Il s'articule autour d'une chanson éponyme de 35 minutes, devant à l'origine être l'unique titre de la production, qui ouvre et conclut l'album. L'album connaît un grand succès auprès des fans de rock progressif et Porcupine Tree est considéré par quelques-uns comme le « Pink Floyd des années 1990. » Considération que regrettera quelque peu le groupe qui ne vise pas à être une réincarnation pure et simple de Pink Floyd. Quoi qu'il en soit, cet album permet au groupe d'étendre à nouveau son public grâce à une tournée européenne au Royaume-Uni, aux Pays-Bas, en Italie et en Grèce. Insatisfait de la tournure moitié solo/moitié coécrit de son album précédent, Porcupine Tree démarre la conception de Signify en tant que groupe. Les musiciens participent à l'écriture de certaines chansons, notamment Intermediate Jesus, née d'une jam session du groupe. Cet album marque aussi l'arrivée du premier vrai single du groupe, Waiting, qui entre dans les classements de rock indépendant britanniques.
L'album sort en septembre 1996, incluant de nombreux passages instrumentaux. Mélange de pop rock et de rock progressif, les passages atmosphériques se font plus rares que dans les précédents albums. Les compositions sont aussi plus courtes, le titre le plus long étant l'instrumental Idiot Prayer de sept minutes. La sortie de l'album est relayée par une partie des médias européens, et le travail de Porcupine Tree en est d'autant plus respecté dans les milieux musicaux. Signify est considéré par le groupe et par de nombreux fans comme l'une de leurs meilleures productions. Le nombre de fans du groupe continue de s'agrandir et il s'ouvre à un public moins averti, grâce à des passages plus répétés sur certaines radios, notamment en Italie. C'est par ailleurs à Rome que le groupe se produit devant plus de cinq mille personnes sur trois nuits au mois de mars 1997. Ces trois concerts sont enregistrés pour l'album live Coma Divine, qui représente aussi l’adieu du groupe au label Delerium, aux moyens financiers limités. Porcupine Tree aspire désormais à une carrière internationale. Ainsi, à la fin de 1997 une version remasterisée des trois premiers albums studio du groupe est éditée. L'album Signify sort aux États-Unis sous le label Ark 21 Records de Miles Copeland.

### Période pop-rock (1998–2001)

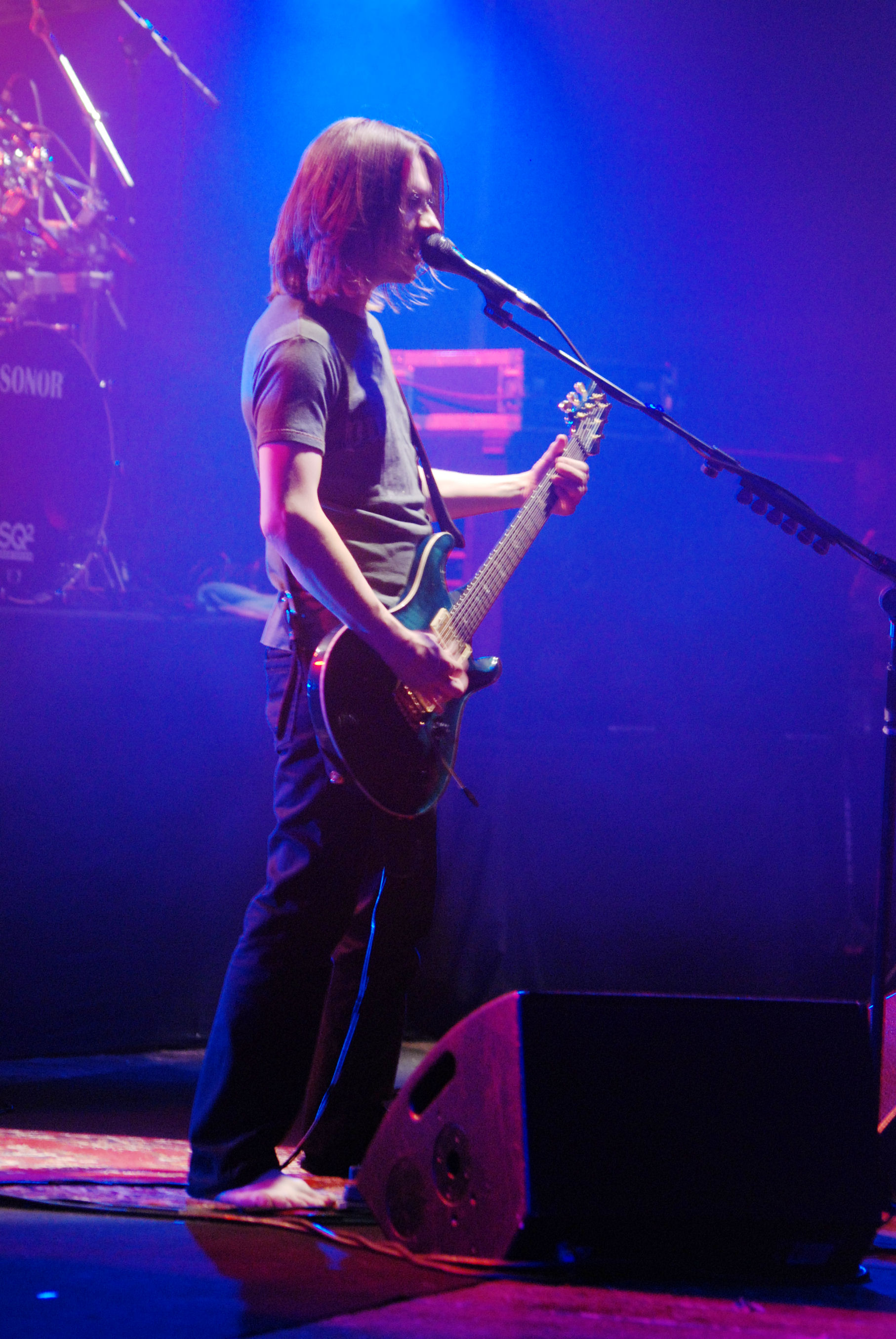
Steven Wilson.

Steven, Richard, Colin et Chris passent une année à enregistrer Stupid Dream, le cinquième album du groupe. Un album qui reflète une nouvelle prise de direction de leurs compositions, désormais plus orientées vers l'écriture même de chacune des chansons plutôt que vers l'ensemble de l'album. Cette direction amène à la multiplication des voix renforçant l'aspect plus pop rock du groupe. Wilson décrit son approche lors de l'écriture de l'album : « À l'origine, je voulais faire un album rempli de bonnes chansons. » La phase d'écriture terminée, le groupe n'a encore aucun contrat d'enregistrement et c'est seulement plus tard dans l'année 1998 qu'il signe avec le label Snapper Music. 
En mars 1999 sort l'album Stupid Dream. Il est accompagné d'une grande tournée internationale au Royaume-Uni, en Italie, en Grèce, aux Pays-Bas, en Belgique, en Suisse, en Allemagne, en France, en Pologne et aux États-Unis. Les trois singles tirés de l'album, Piano Lessons, Stranger by the Minute et Pure Narcotic, accèdent à une bonne exposition des deux côtés de l'Atlantique et sont apparus dans les charts indépendants du Royaume-Uni ainsi que dans les playlists de nombreuses radios. Malgré le renouveau du style, que certains fans de la première heure n'apprécient pas, les ventes de l'album sont très bonnes et dépassent tous les records du groupe.
Le temps passé à rechercher un contrat d'enregistrement n'a pas été perdu et seulement quelques mois après la sortie de Stupid Dream, le groupe s'apprête déjà à travailler sur l'album suivant. Enregistré pendant le passage au nouveau millénaire puis achevé en février 2000, Lightbulb Sun reste dans la lignée de son prédécesseur. Avec les arrangements de Dave Gregory du groupe XTC, Porcupine Tree continue sur sa lancée mais offre un album plus mélancolique, avec une ambiance plus triste. De même, le groupe réalise quelques morceaux plus lourds, inspirés du metal, notamment le titre Russia on Ice. 
L'album sort en mai 2000, peu après le single Four Chords That Made a Million, et s'ensuit une nouvelle tournée internationale débutant par un concert complet au Scala à Londres, puis par quelques dates dans des festivals européens et se terminant par une tournée en première partie du groupe Dream Theater. Le groupe continue sa tournée, au début de 2001, et effectue sa première tournée majeure en Allemagne. Une édition spéciale en double CD de l'album Lightbulb Sun sort en Israël et en Allemagne, et en mai l'album Recordings, une collection de titres EP ou d'inédits des deux albums précédents, sort en série limitée et marque la fin du contrat entre le groupe et leur label Snapper. En juin 2001, le groupe effectue quelques dates aux États-Unis et termine par un concert au Bottom Line à New York. Peu après, Porcupine Tree annonce sa signature avec le label international Lava Records/Atlantic Records.

### Périodemetal(2002–2009)

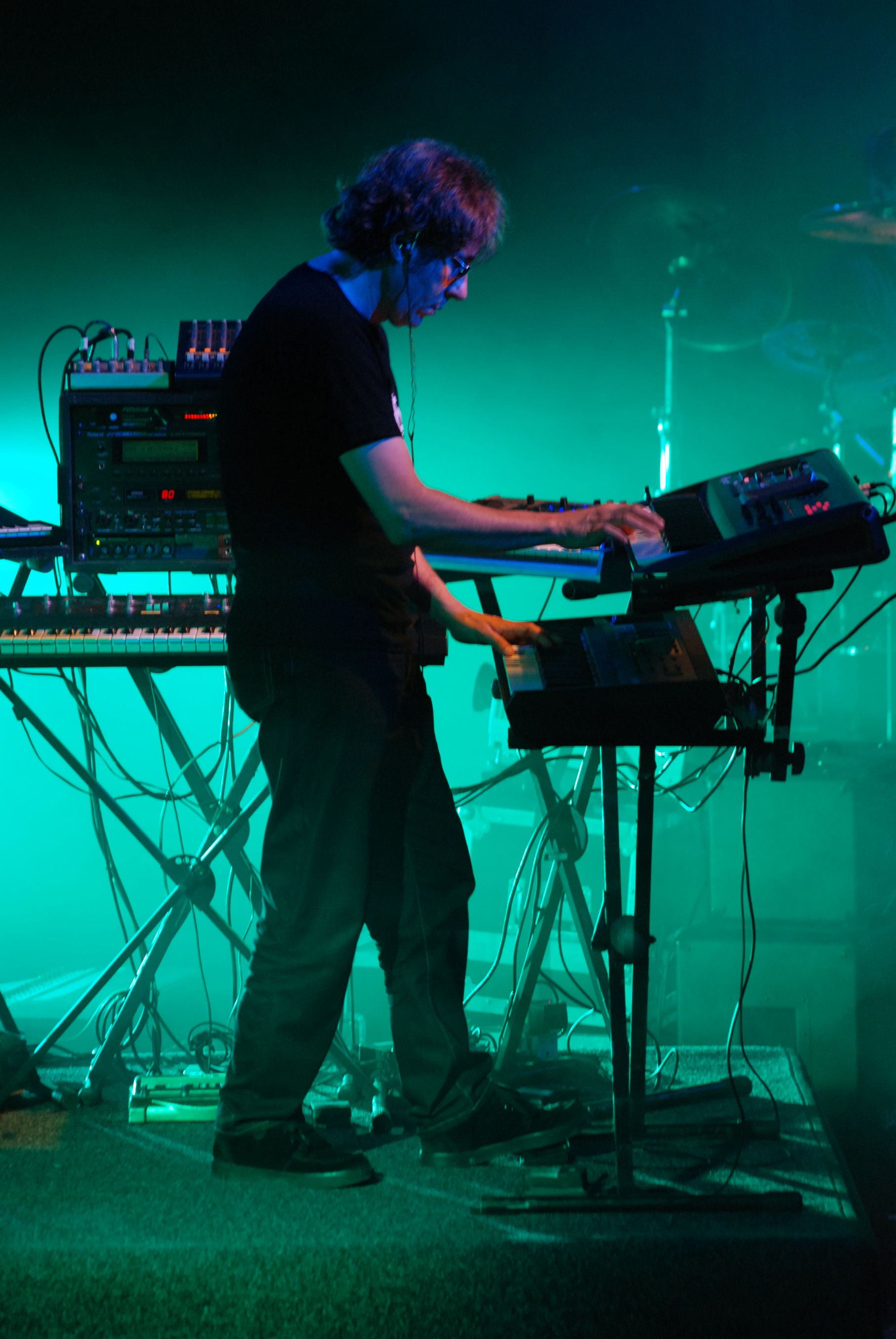
Richard Barbieri.

En février 2002, pour la première fois la constitution de Porcupine Tree est modifiée avec le départ du batteur Chris Maitland après huit ans de collaboration avec le groupe. Le batteur est remplacé par Gavin Harrison, une connaissance de longue date. En mars 2002 sort une rétrospective des enregistrements du groupe dans sa première période chez Deleriul Records, réunis dans le coffret Stars Die: The Delerium Years 1991-1997. Le groupe commence l'enregistrement de son premier album sous la directive d'un grand label, grâce à un panel d'une trentaine de chansons nouvellement écrites par Wilson les deux années précédentes. Les sessions d'enregistrement prennent place à New York et à Londres, avec l'expérimenté ingénieur du son Paul Northfield et Dave Gregory qui ont un rôle primordial dans la genèse de l'album. Le mixage s'achève à Los Angeles en mai avec Tim Palmer.
Le très attendu nouvel album, In Absentia, est publié en septembre 2002 — sortie européenne janvier 2003. L'album reçoit de très bonnes critiques internationales et devient la nouvelle meilleure vente du groupe — vendu à plus de cent mille exemplaires dans sa première année de lancement, il accède à de nombreux charts européens. Le groupe sort une version en son surround 5.1 de l'album, mixée par le producteur Elliot Scheiner, vainqueur d'un Grammy Award. Comme le laissait transparaître Lightbulb Sun, cet album marque l'arrivée d'un son plus metal dès l'ouverture de l'album avec bien plus de distorsions qu'auparavant. Pour promouvoir l'album, le groupe démarre quatre tournées en Europe et en Amérique du Nord, dont une avec le populaire groupe suédois de death metal progressif Opeth. Pendant la tournée, le groupe s’appuie sur un autre musicien, guitariste et chanteur, John Wesley. L'aspect visuel des concerts prend une nouvelle dimension grâce à la participation du réalisateur et photographe Lasse Hoile. La tournée se termine le 30 novembre par un spectacle complet au London Astoria.
En 2003, Porcupine Tree met en place son propre label et sa boutique en ligne. La première sortie sous le label Transmission est une session studio enregistrée pour XM Radio à Washington, suivie en 2004 par un enregistrement pour une radio polonaise datant de 2001. Le groupe prévoit d'utiliser ce label afin de publier une série d'enregistrements live et studio inédits. 2003 marque ainsi l'arrivée sur le marché de nombreuses rééditions, avec la sortie de versions double CD d'anciens albums — une version remasterisée de Up the Downstair ainsi qu'une réédition de Stupid Dream et Lightbuld Sun.

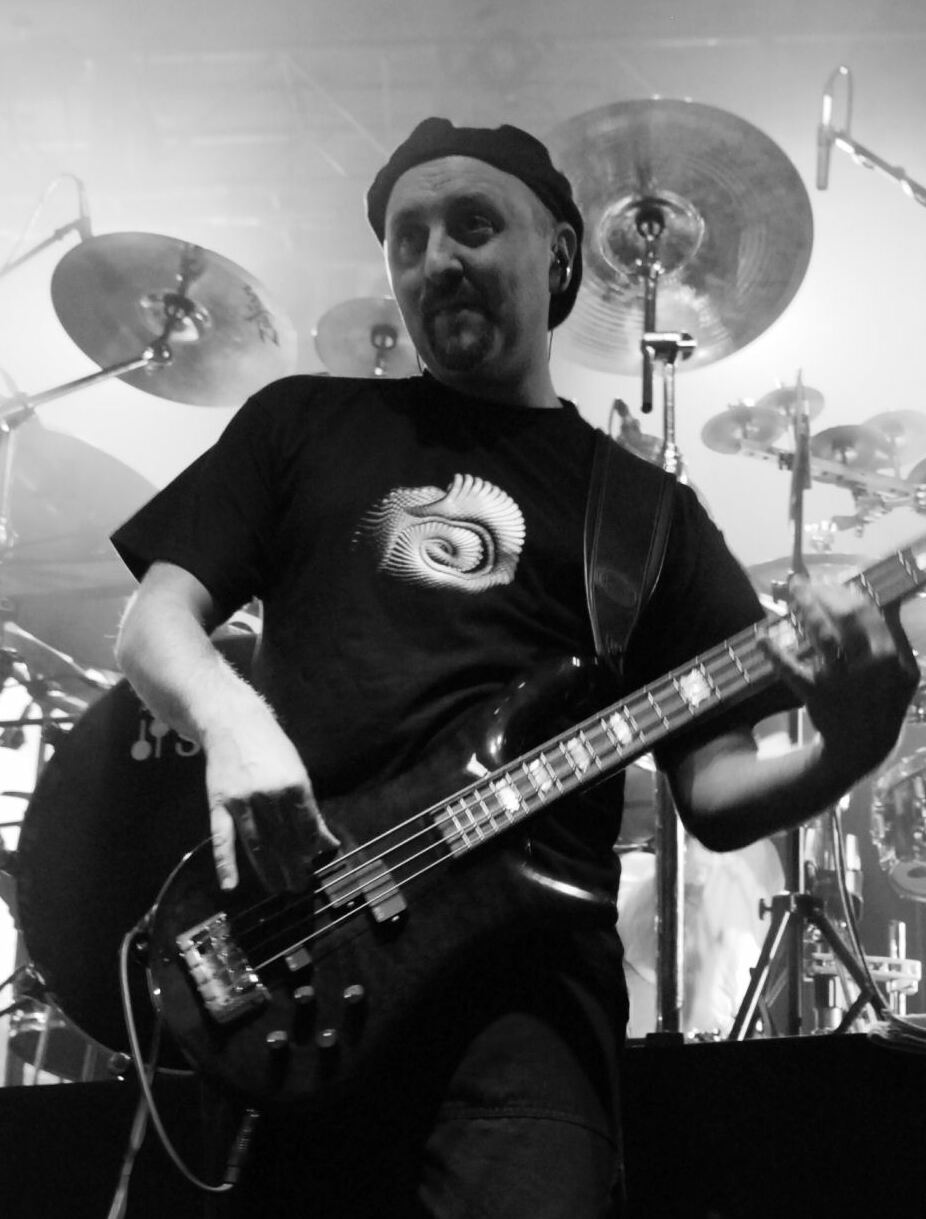
Colin Edwin.

Début 2004, le groupe commence l'enregistrement de son nouvel album Deadwing, leur deuxième sous le label Lava/Atlantic. Cet album tire son inspiration du scénario écrit par Wilson avec son ami réalisateur Mike Bennion. L'enregistrement se termine en novembre 2005 et l'album sort au printemps de la même année en version stéréo et 5.1 après les singles Shallow aux États-Unis, et Lazarus en Europe. Cet album est un succès commercial grâce notamment au titre Shallow souvent présent sur les ondes mais aussi grâce à des pièces plus accessibles qui attirent de nombreux nouveaux fans. De plus, Deadwing est le premier album du groupe à sortir au Japon. Shallow est aussi incluse dans la bande son du film Four Brothers. L'album remporte les Surround Music Awards dans la catégorie Best Made-For-Surround Title la même année. La tournée qui accompagne la sortie de l'album commence au Royaume-Uni à la fin du mois de mars et s'étale tout au long de l'année. Les titres joués pendant la première moitié de la tournée européenne reflètent une utilisation plus heavy metal des instruments notamment un son de guitare plus prononcé, indiquant le désir de Porcupine Tree de réorienter son style musical. Au mois d'août 2006, Porcupine Tree annonce sa collaboration avec un nouveau label européen, Roadrunner Records. Wilson était impatient de travailler avec un label de cette renommée : « Roadrunner est connu comme l'un des plus grands labels indépendants de rock, et on ne pouvait pas mieux tomber. »
Le tout premier DVD live de Porcupine Tree, Arriving Somewhere, est publié au mois d'octobre 2006. Il inclut le concert à Park West, Chicago, en octobre 2005 ainsi que diverses prestations du groupe. 
En 2007, le groupe participe à l'album de Yoko Ono Yes, I'm a Witch en remixant et en ajoutant un nouvel accompagnement acoustique à l'une de ses chansons, Death of Samantha. 
Les 16 et 24 avril 2007 sort l'album Fear of a Blank Planet en Europe et en Amérique du Nord. C'est le plus gros succès du groupe en date. Y participent deux invités de marque : Alex Lifeson le guitariste du groupe Rush et Robert Fripp, fondateur de King Crimson. La tournée débute au Royaume-Uni en avril 2007. Le groupe prévoit de jouer aux deux festivals jumelés Hurricane et Southside en Allemagne,, mais aussi d'apparaître au Donington Download Festival le 8 juin 2007.
Le 14 septembre 2009 sort le dixième album studio, le double CD The Incident. Cette œuvre est décrite sur le site officiel du groupe comme « une chanson vaguement surréaliste à propos de débuts et de fins, et du sentiment qu'après ça, les choses ne seront plus jamais les mêmes », ce qui permet de croire à un changement radical dans la musique de Porcupine Tree. Une tournée mondiale commence en septembre 2009, afin de promouvoir ce nouvel opus.

### Inactivité (2011–2020)

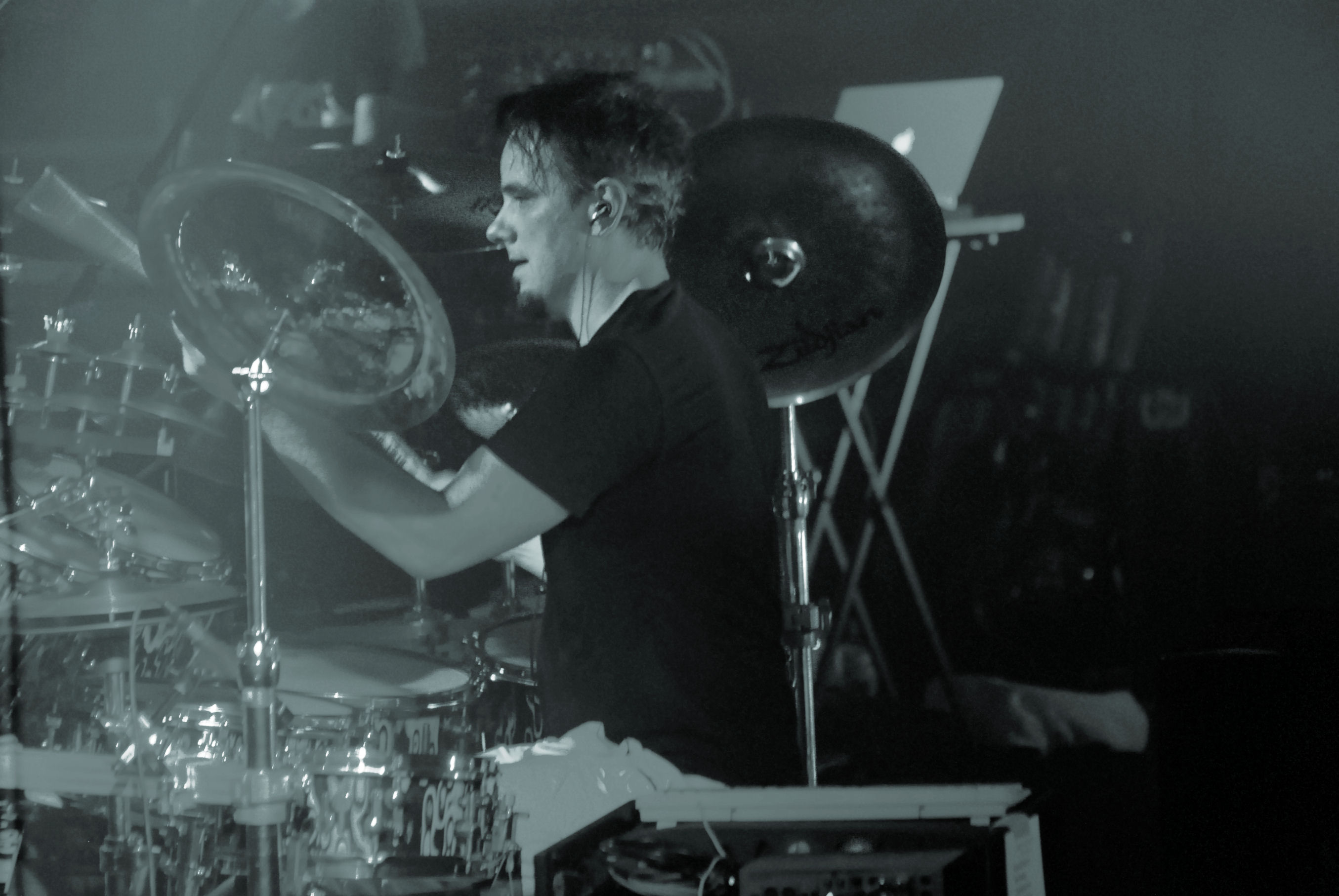
Gavin Harrison.

Le 2 mars 2010, une annonce sur le site officiel du groupe révèle la sortie prochaine de son nouveau DVD live, Anesthetize : Live in Tilburg, qui comportera toutes les chansons de Fear of a Blank Planet, ainsi que onze chansons supplémentaires. Deux éditions limitées sont mises en pré-commande, une édition rouge à mille exemplaires et une grise à quatre mille exemplaires. Ces deux éditions comportent un DVD du concert, ainsi qu'un DVD Blu-ray, un CD audio comportant en plus des chansons du concert filmé plusieurs autres chansons non incluses dans le DVD. 
Depuis la fin de la tournée de promotion de The Incident, le groupe est mis entre parenthèses. En effet, les musiciens sont tous investis dans divers projets : Wilson avec sa carrière solo, Harrison avec 05Ric, Edwin avec Metalic Taste of Blood et Barbieri avec Steve Hogarth. Dès lors, Porcupine Tree n'est plus une priorité et chacun des membres affirme dans diverses interviews que le groupe n'a pas de « plans pour le futur », cependant aucune dissolution du groupe n'a été évoquée.
Le 3 août 2012, le label Kscope, annonce la sortie du nouveau DVD live du groupe, Octane Twisted, enregistré au Riviera Theater de Chicago le 2 mai 2010 à l'occasion de la tournée de promotion de The Incident. C'est la tournée dans laquelle la chanson principale de l'album est jouée entièrement durant la première partie du concert. L'idée du DVD vient de Gavin Harrison (qui est crédité comme le film project manager) ; Wilson n'a pas voulu sortir le concert en vidéo car il estimait que ce n'était pas leur « meilleur concert de la tournée ». Il mixera néanmoins lui-même les pistes sons. Le DVD sort le 5 novembre 2012.
Wilson publie son troisième album solo, The Raven that Refused to Sing (and Other Stories) en février 2013, et tourne pour promouvoir l'album pendant un an.
Wilson écrit et enregistre ensuite un quatrième album, Hand. Cannot. Erase. en 2014 et le publie en 2015. 
En mars 2015, Wilson commente que « dans le cas où Porcupine Tree reviendrait, et j'ai bien dit dans le cas où, ça ne serait qu'un projet parallèle. Il est hors de question pour qui que ce soit, parmi les membres, d'en faire un projet principal. » En février 2016, il explique au Prog Magazine, que Porcupine Tree pourrait se réunir pour un nouvel album. Cependant, en réponse à une question, en août 2016, concernant une éventuelle performance de Porcupine Tree, Wilson explique : « Vous pouvez attendre encore longtemps. Ce groupe n'existe plus. »

### Reformation &Closure / Continuation(depuis 2021)
Néanmoins, à la surprise de tous, le groupe sort le single "Harridan", le 1er novembre 2021, annonçant un nouvel album, Closure/Continuation à paraître en juin 2022, ainsi qu'une tournée européenne sur octobre et novembre. Toutefois, on remarque la disparition de Colin Edwin qui ne participera pas à la reformation, bien que les circonstances ne soient pas encore bien claires.
Le nom de l'album à venir évoque le futur du groupe : bien que le groupe se soit reformé, personne ne sait si Closure / Continuation sera son dernier album. Lors d'un interview de Steven Wilson avec The Guardian, ce dernier semble d'ailleurs plutôt enclin à profiter de l'occasion pour finir Porcupine Tree en bonne et due forme, bien qu’un concert en plein air et une série d’apparitions dans des festivals européens en 2023 ont été annoncés.
En mars 2021, ils annoncent une tournée américaine passant par les États-Unis, le Canada, le Mexique et le Chili en septembre et octobre 2022, en même temps que la sortie du single Of The New Day. Fin mai, ils sortent une version raccourcie de la chanson ‘Herd Culling’. Fin juin, ils dévoilent le clip du morceau ‘Rats Return’.

## Style musical
La musique de Porcupine Tree est dans la lignée des grands groupes de rock progressif tels Pink Floyd, King Crimson ou Marillion. Elle associe de longs mouvements très atmosphériques ou, au contraire, assez violents à une composition mélodique visant à toucher la sensibilité de l'auditeur. Leurs chansons incluent de longs passages instrumentaux et utilisent parfois des éléments électroniques qui participent à la création d'une ambiance souvent mélancolique. Leur style brasse un large panel de styles allant du rock psychédélique (On The Sunday Of Life…, Up The Downstair) au metal progressif (de In Absentia jusqu’à Closure / Continuation), en passant par le rock progressif (à peu près tous les albums), la pop-rock et le rock alternatif (de Signify à Lightbulb Sun), les musiques électroniques (Up The Downstair) et l’ambient. Tout ces styles sont plus ou moins mélangés ou mis en avant selon les albums, ce qui participe à la richesse de l’identité sonore du groupe,,
Cependant, la technicité musicale et la structure rythmique de leur musique n'atteignent pas le niveau de complexité de certains groupes de rock progressif — tels Dream Theater ou Rush. C'est pourquoi, pendant longtemps, Wilson refuse cette classification : « La musique de Porcupine Tree est très, très simple. Elle n'a rien de complexe du tout. La complexité est dans la production. La complexité est dans la manière dont les albums sont structurés. [...] Et c'est pourquoi je ne suis pas d'accord avec les gens qui nous décrivent comme étant un groupe de rock progressif ».
Aujourd'hui, Wilson n'est plus aussi catégorique et accepte naturellement cette étiquette, considérant que « le terme est plus générique aujourd'hui qu'il y a cinq ans... » 
Il est à noter une forte évolution du style du groupe depuis la parution de l'album In Absentia, qui s'approche du metal progressif avec un son plus saturé et des riffs de guitare plus présents.

## Membres

### Membres actuels
- Steven Wilson - chant, guitare, basse, claviers ; auteur de tous les textes à partir de 1995 ;  principal compositeur et producteur (1987–2010, 2021-)
- Richard Barbieri - claviers, piano (1993–2010, 2021-)
- Gavin Harrison - batterie, percussions (2002–2010, 2021-)

### Anciens membres
- Chris Maitland - batterie, percussions, chant (1993-2002)
- Colin Edwin - basse (1993–2010)

### Membre live
- John Wesley - chant, guitare (2002–2010)
- Randy McStine - guitare (2022-)
- Nate Navarro - basse (2022-)[30]

## Discographie

### Albums studio
- 1992 : On the Sunday of Life...
- 1993 : Up the Downstair
- 1995 : The Sky Moves Sideways
- 1996 : Signify
- 1999 : Stupid Dream
- 2000 : Lightbulb Sun
- 2002 : In Absentia
- 2005 : Deadwing
- 2007 : Fear of a Blank Planet
- 2009 : The Incident
- 2022 : Closure/Continuation

### Albums live
- 1994 : Spiral Circus (Concert enregistré à Londres les 4, 6 et 7 décembre 1993)
- 1997 : Coma Divine (Concert enregistré à Rome les 25, 26 et 27 mars 1997)
- 2004 : Warszawa
- 2006 : Rockpalast
- 2008 : We Lost the Skyline
- 2010 : Anesthetize : Live in Tilburg
- 2010 : Atlanta
- 2012 : Octane Twisted
- 2018 : Arriving Somewhere…
- 2021 : Coma:Coda
- 2023 : Closure/Continuation.Live (Concert enregistré à Amsterdam le 7 novembre 2022)

### EP
- 2008 : Nil Recurring

### DVD live
- 2006 : Arriving Somewhere...
- 2010 : Anesthetize : Live in Tilburg
- 2012 : Octane Twisted (Enregistré au Riviera Theater à Chicago, le 2 mai 2010)

### Compilations
- 2000 : Voyage 34: The Complete Trip
- 2001 : Recordings (limité à 20 000 exemplaires)
- 2002 : Stars Die: The Delerium Years 1991-1997
- 2010 : Recordings: réédition

### Éditions limitées
- 1994 : Yellow Hedgerow Dreamscape
- 1994 : Staircase Infinities
- 1998 : Metanoia
- 2003 : XM
- 2003 : Futile
- 2005 : XMII
- 2020 : Pure Narcotic (limité à 3000 copies)